# I liga paragwajska w piłce nożnej (1994)
Mistrzem Paragwaju został klub Cerro Porteño, natomiast wicemistrzem Paragwaju - Club Olimpia.
Sezon podzielony został na dwa etapy. Na koniec zwycięzcy obu etapów zmierzyli się o tytuł mistrza Paragwaju.
Do turniejów międzynarodowych zakwalifikowały się następujące kluby:
- Copa Libertadores 1995: Cerro Porteño, Club Olimpia
- Copa CONMEBOL 1995: Atlético Colegiales

W następnym sezonie do rozgrywek pierwszoligowych dopuszczono tylko kluby ze stolicy Paragwaju i okolic.

## Pierwszy etap

### Tabela końcowa pierwszego etapu 1994
| Poz | Klub                                  | Mecze | Zw | Rem | Por | Pkt | BrZd | BrStr |
| --- | ------------------------------------- | ----- | -- | --- | --- | --- | ---- | ----- |
| 1   | Cerro Porteño                         | 19    | 13 | 5   | 1   | 31  | 40   | 16    |
| 2   | Club Olimpia                          | 19    | 10 | 7   | 2   | 27  | 33   | 12    |
| 3   | Sport Colombia Fernando de la Mora    | 19    | 11 | 4   | 4   | 26  | 27   | 17    |
| 4   | Atlético Colegiales                   | 19    | 9  | 8   | 2   | 26  | 39   | 17    |
| 5   | Sportivo Luqueño                      | 19    | 11 | 3   | 5   | 25  | 35   | 19    |
| 7   | Club Guaraní                          | 19    | 10 | 4   | 5   | 24  | 36   | 24    |
| 6   | Cerro Corá Asunción                   | 19    | 9  | 6   | 4   | 24  | 23   | 13    |
| 8   | Club Nacional                         | 19    | 6  | 9   | 4   | 21  | 23   | 19    |
| 9   | Club Presidente Hayes                 | 19    | 7  | 6   | 6   | 20  | 24   | 20    |
| 10  | 12 de Octubre Itaugua                 | 19    | 5  | 10  | 4   | 20  | 22   | 18    |
| 11  | Boquerón Ciudad del Este              | 19    | 8  | 4   | 7   | 20  | 22   | 22    |
| 12  | Humaitá Asunción                      | 19    | 6  | 7   | 6   | 19  | 26   | 26    |
| 13  | Club Libertad                         | 19    | 4  | 7   | 8   | 15  | 23   | 29    |
| 14  | Club River Plate                      | 19    | 4  | 7   | 8   | 15  | 23   | 31    |
| 15  | Club Sol de América                   | 19    | 5  | 5   | 9   | 15  | 21   | 32    |
| 16  | Cerro Porteño Ciudad del Este         | 19    | 4  | 6   | 9   | 14  | 25   | 33    |
| 17  | Sportivo Trinidense                   | 19    | 2  | 8   | 9   | 12  | 14   | 24    |
| 18  | Guaraní Coronel Oviedo                | 19    | 1  | 8   | 10  | 10  | 15   | 33    |
| 19  | Silvio Pettirossi Encarnación         | 19    | 1  | 7   | 11  | 9   | 13   | 40    |
| 20  | 8 de Diciembre (Caacupé? / Caaguazú?) | 19    | 0  | 7   | 12  | 7   | 9    | 48    |

## Drugi etap

### Tabela końcowa drugiego etapu 1994
| Poz | Klub                                  | Mecze | Zw | Rem | Por | Pkt | BrZd | BrStr |
| --- | ------------------------------------- | ----- | -- | --- | --- | --- | ---- | ----- |
| 1   | Club Olimpia                          | 19    | 16 | 2   | 1   | 34  | 47   | 13    |
| 2   | Cerro Porteño                         | 19    | 11 | 6   | 2   | 28  | 45   | 19    |
| 3   | Humaitá Asunción                      | 19    | 10 | 4   | 5   | 24  | 35   | 26    |
| 4   | Sport Colombia Fernando de la Mora    | 19    | 7  | 9   | 3   | 23  | 25   | 19    |
| 5   | Club Nacional                         | 19    | 8  | 7   | 4   | 23  | 24   | 23    |
| 6   | Club Presidente Hayes                 | 19    | 8  | 6   | 5   | 22  | 32   | 23    |
| 7   | Club Guaraní                          | 19    | 8  | 6   | 5   | 22  | 30   | 22    |
| 8   | Club Sol de América                   | 19    | 7  | 7   | 5   | 21  | 21   | 18    |
| 9   | Sportivo Luqueño                      | 19    | 6  | 9   | 4   | 21  | 29   | 29    |
| 10  | Club Libertad                         | 19    | 7  | 7   | 5   | 21  | 20   | 22    |
| 11  | Cerro Porteño Ciudad del Este         | 19    | 7  | 4   | 8   | 18  | 24   | 43    |
| 12  | Atlético Colegiales                   | 19    | 5  | 6   | 8   | 16  | 21   | 19    |
| 13  | Boquerón Ciudad del Este              | 19    | 2  | 12  | 5   | 16  | 21   | 21    |
| 14  | Cerro Corá Asunción                   | 19    | 3  | 10  | 6   | 16  | 21   | 22    |
| 15  | Club River Plate                      | 19    | 6  | 4   | 9   | 16  | 23   | 32    |
| 16  | 8 de Diciembre (Caacupé? / Caaguazú?) | 19    | 3  | 9   | 7   | 15  | 29   | 31    |
| 17  | 12 de Octubre Itaugua                 | 19    | 3  | 8   | 8   | 14  | 15   | 27    |
| 18  | Sportivo Trinidense                   | 19    | 4  | 5   | 10  | 13  | 16   | 28    |
| 19  | Silvio Pettirossi Encarnación         | 19    | 2  | 5   | 12  | 9   | 18   | 32    |
| 20  | Guaraní Coronel Oviedo                | 19    | 2  | 4   | 13  | 8   | 21   | 48    |

## Campeonato Paraguay 1994
O tytuł mistrza Paragwaju zmierzył się mistrz pierwszej fazy klub Cerro Porteño z mistrzem drugiej fazy klubem Club Olimpia.
| Mecz                                        |
| ------------------------------------------- |
| Cerro Porteño - Club Olimpia 1:1            |
| Club Olimpia - Cerro Porteño 0:0, karne 3:4 |

Mistrzem Paragwaju w roku 1994 został klub Cerro Porteño.

## Sumaryczna tabela sezonu 1994
Tabela powstała jako połączenie dorobku klubów w pierwszym i drugim etapie mistrzostw.
| Poz | Klub                                  | Mecze | Zw | Rem | Por | Pkt | BrZd | BrStr |
| --- | ------------------------------------- | ----- | -- | --- | --- | --- | ---- | ----- |
| 1   | Club Olimpia                          | 38    | 26 | 9   | 3   | 61  | 80   | 25    |
| 2   | Cerro Porteño                         | 38    | 24 | 11  | 3   | 59  | 85   | 35    |
| 3   | Sport Colombia Fernando de la Mora    | 38    | 18 | 13  | 7   | 49  | 52   | 36    |
| 4   | Club Guaraní                          | 38    | 18 | 10  | 10  | 46  | 66   | 46    |
| 5   | Sportivo Luqueño                      | 38    | 17 | 12  | 9   | 46  | 64   | 48    |
| 6   | Club Nacional                         | 38    | 14 | 16  | 8   | 44  | 47   | 42    |
| 7   | Humaitá Asunción                      | 38    | 16 | 11  | 11  | 43  | 61   | 52    |
| 8   | Atlético Colegiales                   | 38    | 14 | 14  | 10  | 42  | 60   | 36    |
| 9   | Club Presidente Hayes                 | 38    | 15 | 12  | 11  | 42  | 56   | 43    |
| 10  | Cerro Corá Asunción                   | 38    | 12 | 16  | 10  | 40  | 44   | 35    |
| 11  | Boquerón Ciudad del Este              | 38    | 10 | 16  | 12  | 36  | 43   | 43    |
| 12  | Club Libertad                         | 38    | 11 | 14  | 13  | 36  | 43   | 51    |
| 13  | Club Sol de América                   | 38    | 12 | 12  | 14  | 36  | 42   | 50    |
| 14  | 12 de Octubre Itaugua                 | 38    | 8  | 18  | 12  | 34  | 37   | 45    |
| 15  | Cerro Porteño Ciudad del Este         | 38    | 11 | 10  | 17  | 32  | 49   | 76    |
| 16  | Club River Plate                      | 38    | 10 | 11  | 17  | 31  | 46   | 63    |
| 17  | Sportivo Trinidense                   | 38    | 6  | 13  | 19  | 25  | 30   | 52    |
| 18  | 8 de Diciembre (Caacupé? / Caaguazú?) | 38    | 3  | 16  | 19  | 22  | 38   | 79    |
| 19  | Silvio Pettirossi Encarnación         | 38    | 3  | 12  | 23  | 18  | 31   | 72    |
| 20  | Guaraní Coronel Oviedo                | 38    | 3  | 12  | 23  | 18  | 36   | 81    |

Baraż o utrzymanie się w pierwszej lidze.
| Mecz                                                       |
| ---------------------------------------------------------- |
| Silvio Pettirossi Encarnación - Guaraní Coronel Oviedo 3:1 |